# بريسلي كارسون
بريسلي كارسون (بالإسبانية: Presley Carson)‏ هو مدرب كرة قدم ولاعب كرة قدم هندوراسي في مركز الهجوم، ولد في 20 يوليو 1968 في رواتان في هندوراس. شارك مع منتخب هندوراس لكرة القدم. أما مع النوادي، فقد لعب مع نادي بلاتنسي ونادي فيكتوريا.

## وصلات خارجية
- بريسلي كارسون على موقع قاعدة بيانات كرة القدم.إي يو (الإنجليزية)
- بريسلي كارسون على موقع ناشيونال فوتبول تيمز (الإنجليزية)